# عرقون بوتاني
عرقون بوتاني (الاسم العلمي:Euphrasia bhutanica) هي نوع نباتي يتبع جنس العرقون من الفصيلة الجعفيلية.  